# Cobai
Cobaiul (Cavia porcellus) este un animal care a fost folosit până în secolul XX ca animal pentru examene sau teste de laborator. El face parte din familia Caviidae și probabil este înrudit cu „Cavia tschudii”. În Europa și Asia cobaiul este ținut frecvent ca animal de casă, cu denumirea porcușor de Guineea. El provine din America de Sud, unde a fost domesticit între 5000–2000 î.Hr. În Europa a fost importat ca animal de casă prin secolul XVI, iar din Europa a fost dus de om în America de Nord. Cobaiul din America de Sud este mai mare decât cel european și nord-american, fiind consumat de om. Până în secolul XX a fost consumat și în Europa.

## Comportament
Cobaii nu sunt foarte agili, însă pot sări peste obiecte mici. Nu sunt prea buni cățărători.
Când cobaii sunt entuziasmați vor începe să sară (în engleză: popcorning). Sunt, de asemenea, foarte buni înotători.
Vederea unui cobai nu este la fel de bună ca a unui om, dar poate vedea foarte bine obiectele care sunt relativ aproape.
Sunetele pe care le scot sunt modul lor de comunicare. Exemple de sunete:
1. Expresie care în general este folosită pentru a arăta entuziasmul. (asculta)
2. Acest sunet îl scoate doar un cobai fericit! Este scos de obicei când este periat sau mângâiat. (asculta)
3. Sunet care arată dominarea  ( asculta)
4. Sunet de "avertizare" pentru prădători (este făcut frecându-și dinții rapid)

## Specii
- Mus porcellus
- Cavia cobaya
- Cavia anolaimae
- Cavia cutleri
- Cavia leucopyga
- Cavia longipilis

## Gastronomie

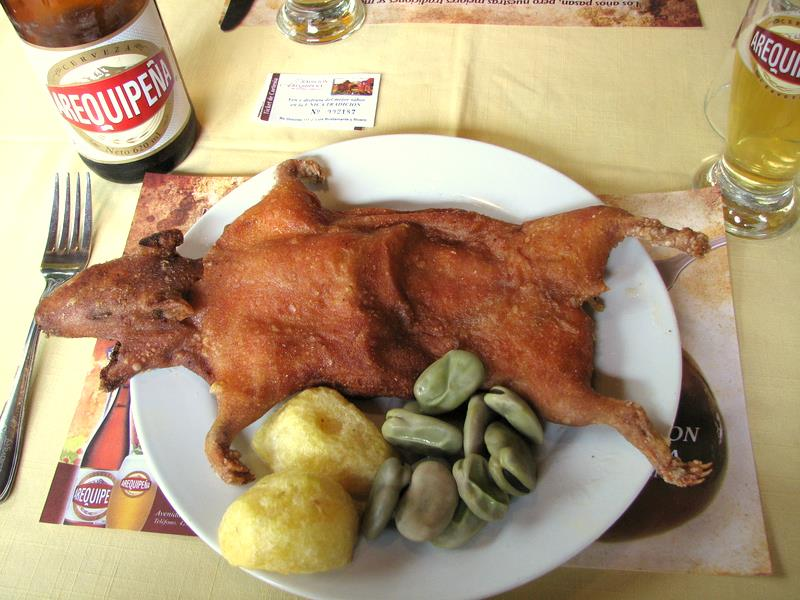
Cuy chactao-platou tradițional din Peru conținând carne de cobai

În Columbia, Ecuador și Peru se crește un soi special al acestui rozător pentru consumul uman și există foarte multe rețete culinare cu acest tip de carne în aceste țări. Unii gastronomi o consideră o delicatesă și se consideră că are un nivel crescut de Omega 3 și scăzut de alte grăsimi.
Există două rase de cobai care se folosesc în gastronomie:
- rasa Peru - acest cobai crește și se îngrașă repede și are multă carne. E puțin prolific și este de culoare roșie sau albă.
- rasa Andină - este mai prolific decât rasa Peru dar crește și se îngrașă mai greu. Este de culoare albă cu ochi negri.